# Melaleuca quinquenervia
Melaleuca quinquenervia, comumente conhecida como niaouli, árvore do chá de casca de papel, árvore punk, é uma árvore de pequeno a médio porte da família Myrtaceae. Cresce como uma árvore que se espalha até 20 metros de altura, com seu tronco coberto por uma casca grossa de papel branco, bege e cinza. As folhas verde-acinzentadas são em forma de ovo, e as flores em forma de escova de garrafa creme ou branca aparecem do final da primavera ao outono. Foi descrita formalmente pela primeira vez em 1797 pelo naturalista espanhol Antonio José Cavanilles.
Nativo da Nova Caledônia, Papua Nova Guiné e costa leste da Austrália, de Botany Bay em Nova Gales do Sul em direção ao norte em Queensland, M. quinquenervia cresce em pântanos, em planícies de inundação e perto de rios e estuários, muitas vezes em solo lodoso. Naturalizou-se nos Everglades, na Flórida, onde é considerada uma erva daninha séria pelo USDA.

## Descrição
Melaleuca quinquenervia é uma árvore de pequeno a médio porte, que geralmente cresce a uma altura de 8 a 8-15 metros de altura e uma propagação de 5-10 metros, mas às vezes chega até 25 metros de altura. O crescimento jovem é peludo com cabelos longos e curtos e macios. As folhas são dispostas alternadamente e são planas, coriáceas, lanceoladas a ovais, opacas ou verde-acinzentadas, 55-120 milímetros de comprimento e 10-31 milímetros largura, três a oito vezes maior que a largura.
As flores se arranjam em espigas nas extremidades dos ramos que continuam a crescer após a floração, por vezes também nas axilas superiores das folhas. As espigas contêm 5 a 18 grupos de flores em três que possuem até 40 milímetros de diâmetro e 20-50 milímetros longo. As pétalas são cerca 3 milímetros comprimento e cair à medida que a flor envelhece. Os estames são brancos, creme ou esverdeados e estão dispostos em 5 feixes ao redor da flor, com 5 a 10 estames por feixe. A floração ocorre da primavera ao início do outono, de setembro a março na Austrália. A floração é seguida por frutos que são lenhosos, cápsulas amplamente cilíndricas, 2.5-4 milímetros longos e agrupados, semelhantes a espinhos ao longo dos galhos. Cada cápsula contém muitas sementes minúsculas que são lançadas anualmente.

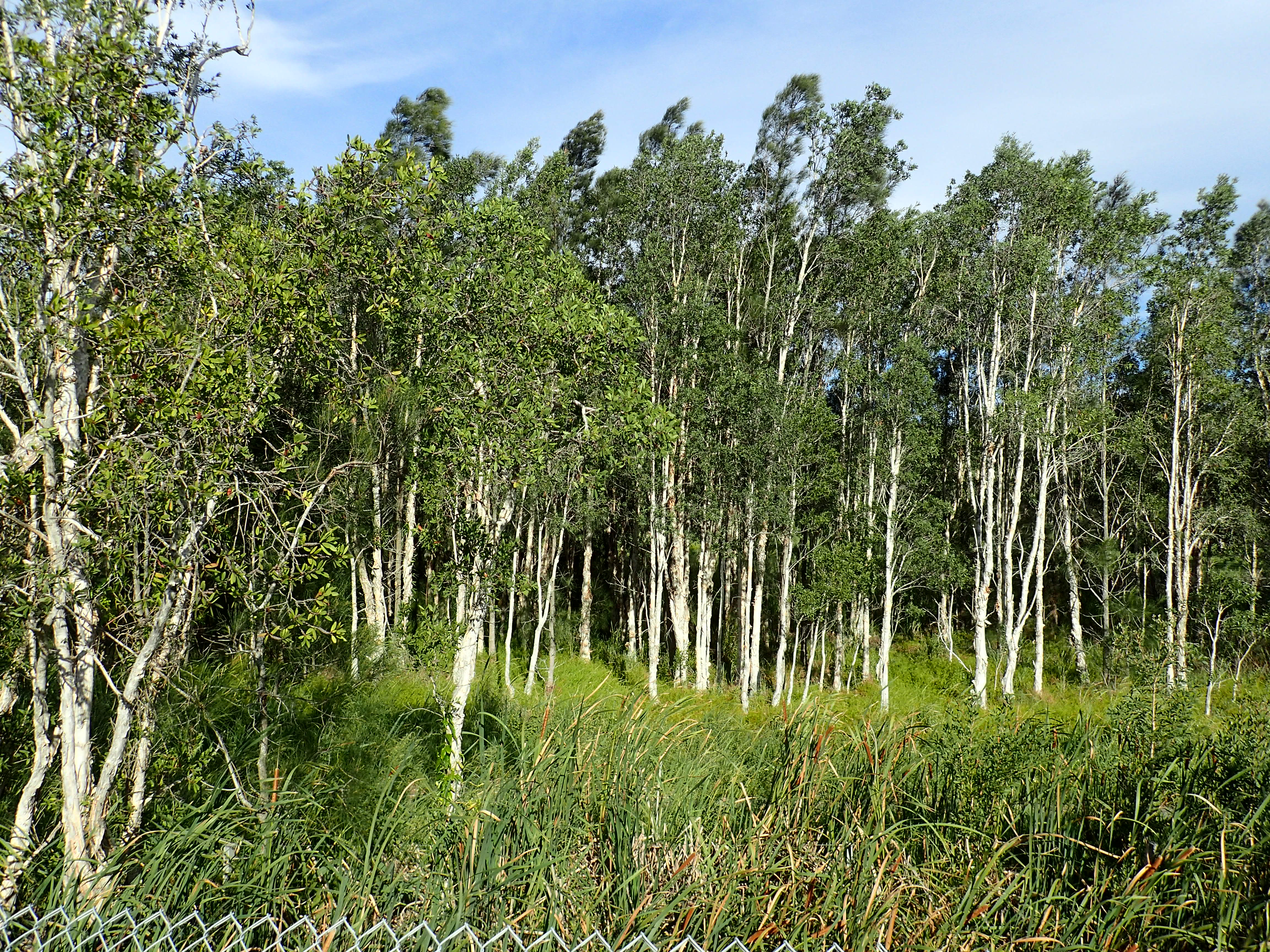
Plantas perto de Woolgoolga

## Taxonomia
A niaouli foi formalmente descrita pela primeira vez em 1797 pelo naturalista espanhol Antonio José Cavanilles, que lhe deu o nome de Metrosideros quinquenervia. A descrição era de um espécime coletado "perto de Port Jackson" e foi publicado em Icones et Descriptiones Plantarum. Em 1958, Stanley Thatcher Blake do Queensland Herbarium transferiu a espécie para Melaleuca. O epíteto específico (quinquenervia) é do latim quinque que significa "cinco" e nervus, "veia", referindo-se às folhas geralmente com cinco veias.
Os nomes comuns paperbark tea tree, ou simplesmente paperbark ou tea tree são usados na Austrália, e punk tree é usado nos Estados Unidos. É conhecido como niaouli, itachou (paicî) e pichöö (xârâcùù) na Nova Caledônia.
Os seguintes sinônimos já foram catalogados:  
- Metrosideros quinquenervia  Cav.
- Melaleuca leucadendra albida  Cheel
- Metrosideros albida  Sieber ex DC.
- Metrosideros coriacea  Poir.

## Distribuição e habitat

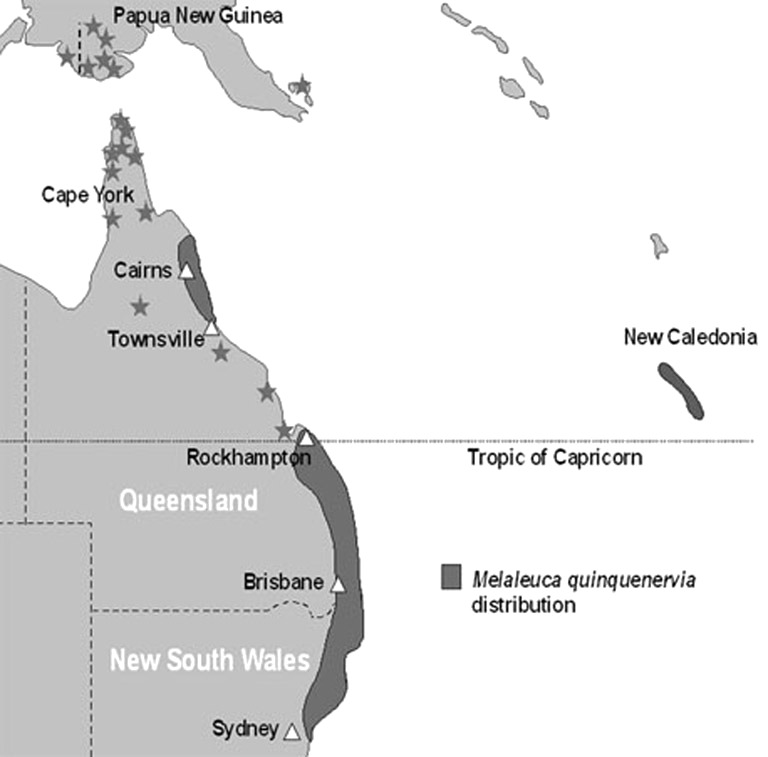
Melaleuca quinquenervia na Austrália

Na Austrália, Melaleuca quinquenervia ocorre ao longo da costa leste, de Cape York em Queensland até Botany Bay em Nova Gales do Sul. Cresce em planícies e pântanos sazonalmente inundados, ao longo das margens do estuário e é frequentemente a espécie dominante. Na região de Sydney cresce ao lado de árvores como o mogno do pântano (Eucalyptus robusta) e o bangalay (E. botryoides). Cresce em solo lodoso ou pantanoso e as plantas cresceram em solo ácido de pH tão baixo quanto 2,5.
A niaouli também é nativa da parte sul da Nova Guiné Ocidental e da Papua Nova Guiné. É difundido na Nova Caledônia, incluindo Grand Terre, Belep, Isle of Pines e Maré. É um componente da savana do oeste da Nova Caledônia, árvores espalhadas que pontilham o habitat da pastagem e sua disseminação por essa paisagem pode ter sido facilitada pelos regimes de fogo humanos. Principais ameaças a M. quinquenervia são conjuntos habitacionais, estradas, plantações de cana-de-açúcar e pinus. Remanescentes na Austrália não são protegidos em reservas, com a maioria de suas florestas localizadas em propriedades privadas onde o desmatamento continua.
Melaleuca quinquenervia foi introduzida como planta ornamental em muitas áreas tropicais do mundo, incluindo Sudeste Asiático, África e Américas e tornou-se uma erva daninha invasora em muitas áreas.

## Ecologia
Melaleuca quinquenervia rebrota vigorosamente de brotos epicórmicos após incêndios florestais e foi registrada florindo semanas após ser queimada. As árvores podem viver por mais de 100 anos, com árvores de 40 anos atingindo uma circunferência do tronco de 2.7 metros em cultivo.
As flores servem como uma rica fonte de néctar para outros organismos, incluindo morcegos frugívoros, uma ampla gama de espécies de insetos e aves, como o lóris de peito escamoso (Trichoglossus chlorolepidotus). A raposa-voadora-de-cabeça-cinzenta (Pteropus poliocephalus) e a raposa-voadora-vermelha (Pteropus scapulatus) consomem as flores.

### Situação nos Estados Unidos

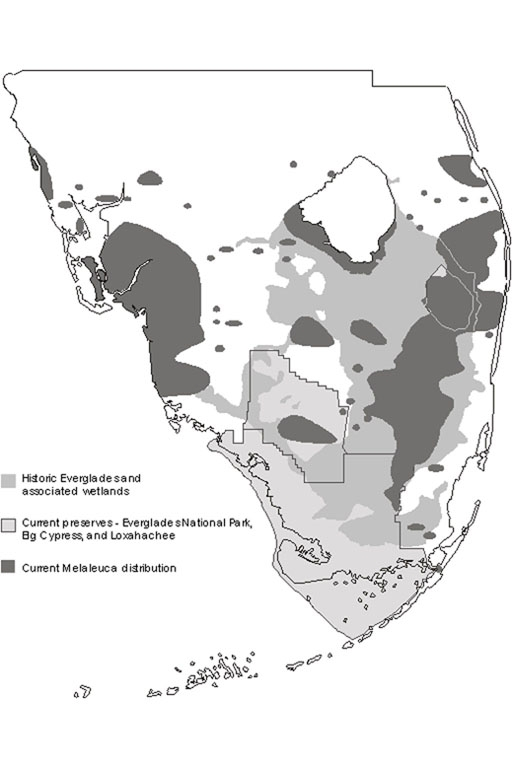
Distribuição de Melaleuca quinquenervia na Flórida

A Melaleuca quinquenervia foi introduzida na Flórida já em 1900, quando os primeiros espécimes foram plantados perto de Orlando. Houve duas grandes introduções, uma por J. Gifford para a Costa Leste em 1907, e outra por AC Andrews para a costa oeste em 1912. O South Florida Water Management District registrou Melaleuca em torno das áreas onde eles foram originalmente introduzidos: sudoeste de Broward e norte do condado de Dade na costa leste e sul do condado de Lee e norte do condado de Collier na costa oeste. A espécie é encontrada principalmente nas áreas mais livres de geadas do sul da Flórida e raramente nas áreas costeiras mais quentes do Condado de Pasco.
Melaleuca quinquenervia foi classificada pelo Departamento de Agricultura dos Estados Unidos como uma erva daninha nociva em seis estados dos EUA, assim como federalmente. É uma planta invasora exótica abundante nos Everglades. Sua expansão desenfreada no sul da Flórida é uma das ameaças mais sérias à integridade do ecossistema nativo. Esta árvore toma conta dos pântanos de serragem nos Everglades, transformando a área em um pântano. Melaleuca causa impactos ecológicos severos, incluindo o deslocamento de espécies nativas, modificação da hidrologia, alteração dos recursos do solo, redução do valor do habitat nativo e alteração do regime de fogo.
Um experimento comparando a quantidade de sementes mantidas nas copas das árvores de Melaleuca na Austrália e no sul da Flórida constatou que a viabilidade e a quantidade de sementes encontradas na Austrália foram menores quando comparadas às da Flórida. As árvores de Melaleuca australianas continham 5.000 sementes com menos de 20 viáveis, e as Melaleucas da Flórida continham 13.000 sementes, com mais de 1.200 viáveis. Portanto, sem um predador que reduza a quantidade de estruturas reprodutivas em Melaleuca, ele pode se reproduzir sem controle. A liberação de inimigos naturais fará com que a planta exótica invasora evolua, melhorando seu desempenho na nova área. Essa ideia é corroborada pelos resultados de um estudo sobre Melaleuca feito por Pratt et al. (2005) mostrando que os danos causados por herbívoros reduziram o sucesso na estação seguinte, pois as estruturas reprodutivas diminuíram em 80% com 54% menos frutos. Agentes de biocontrole que foram liberados na Flórida são o Oxyops vitiosa (gorgulho) e Boreioglycapsis. Esses insetos são nativos da Austrália e servem para reduzir o crescimento e a reprodução de M. quinquenervia, alimentando-se de folhas jovens em expansão e do floema da árvore.
A árvore punk é conhecida por sua capacidade de resistir a enchentes e secas. Se houver uma abertura no dossel criada por uma inundação ou algum outro distúrbio, Melaleuca conseguirá se estabelecer, fazendo uso da luz extra. Em locais fisicamente perturbados, as plantas invasores que florescem têm alta capacidade de colonização. Por exemplo, Melaleuca está constantemente se desbastando de pequenos galhos e galhos e isso faz com que muitas sementes caiam o tempo todo junto com a serapilheira, por isso está sempre dispersando sua prole potencial. Melaleuca também é capaz de viver em habitats perturbados, como pastagens melhoradas, terras agrícolas ociosas, e áreas afetadas por canais. O clima no sul da Flórida é semelhante ao de sua Austrália natal, começando com localizações geográficas na latitude 26º N a meio caminho entre o Lago Okeechobee e a ponta da Flórida continental; na Austrália a latitude 26º S fica ao norte de Brisbane, no sul de Queensland. Ambas as regiões têm clima subtropical a tropical. Como resultado disso, Melaleuca quase foi pré-adaptada para o sul da Flórida. O fogo prospera nesses ambientes e a dispersão de sementes é deslocada quando ocorre o fogo. A Melaleuca floresce cinco vezes ao longo do ano, com ramos individuais sustentando três das cinco. Cada parte da flor pode soltar cerca de 30 a 70 pequenas cápsulas de sementes que podem ser viáveis por quase dez anos. Foi determinado que cada cápsula continha cerca de 200-300 sementes, caindo rapidamente e pode ser encontrada 170 m da árvore de origem. As sementes de M. quinquenervia parecem estar bem adaptadas a climas sazonais úmidos/secos e podem até germinar debaixo d'água no substrato do solo.
Estudos recentes comparando a área foliar específica de plantas exóticas invasoras com plantas exóticas não invasoras e plantas nativas em relação aos distúrbios mostraram que as invasoras possuem uma área foliar específica maior que as demais plantas. Isso permite um crescimento mais rápido, esses resultados sustentados por muitos estudos de apoio permitiram a Lake e Leishman inferir que as espécies invasoras são tão bem-sucedidas por causa de sua habilidade de crescimento rápido e maior capacidade de capturar e reter espaço. Melaleuca definitivamente demonstrou ter essas características, como nos Everglades, onde a população de Melaleuca aumentou 50 vezes entre o início dos anos 1970 e o final dos anos 1990.

## Química

Quimiotipos encontrados em Melaleuca quinquenervia

O extrato de M. quinquenervia pode apreesentar diversas formas químicas distintas. Estas formas ou quimiotipos são caracterizadas pelos compostos orgânicos terpenos. O quimiotipo 1 possui terpenos foliares acíclicos, com concentrações de sesquiterpeno Enerolidol 74-95% do óleo total e também monoterpeno linalol. O quimiotipo 2 apresenta alta concentração de terpenos foliares cíclicos, em especial sesquiterpeno viridiflorol com 13-66% do óleo total. O quimiotipo 2 também inclui monoterpenos 1,8- cineol e α- terpineol.
A grandinina é um elagitanino também encontrado em folhas de M. quinquenervia.

## Usos
A nioauli é usada tradicionalmente para fazer coolamons, abrigo, embrulhar alimentos assados e forrar fornos moídos. O néctar é extraído tradicionalmente por lavagem em coolamons de água que é posteriormente consumido como bebida  A flor perfumada também produz um mel âmbar claro a escuro, dependendo do distrito. É fortemente aromatizado e não é considerado um mel de alta qualidade, mas, no entanto, é popular.
Melaleuca quinquenervia às vezes é usado como bonsai.
A madeira é tolerante a encharcamento e é usada em cercas.
Melaleuca quinquenervia é frequentemente usada como árvore de rua ou plantada em parques e jardins públicos, especialmente em Sydney. Na Austrália é excelente como quebra-vento, árvore de triagem e fonte de alimento para uma ampla variedade de espécies locais de insetos e pássaros. Pode tolerar solos encharcados. É considerado pelo Departamento de Agricultura dos Estados Unidos (USDA) como uma erva daninha invasora na Flórida, onde foi introduzida para drenar pântanos.
O óleo essencial de Melaleuca quinquenervia é usado em uma variedade de produtos cosméticos, especialmente na Austrália. O óleo é relatado em fitoterapia e medicina natural para funcionar como agente anti-séptico e antibacteriano, para ajudar com infecções da bexiga, problemas respiratórios e catarro. O óleo tem uma pontuação de risco muito baixa (nível 0) no Banco de Dados de Segurança Cosmética.

## Galeria

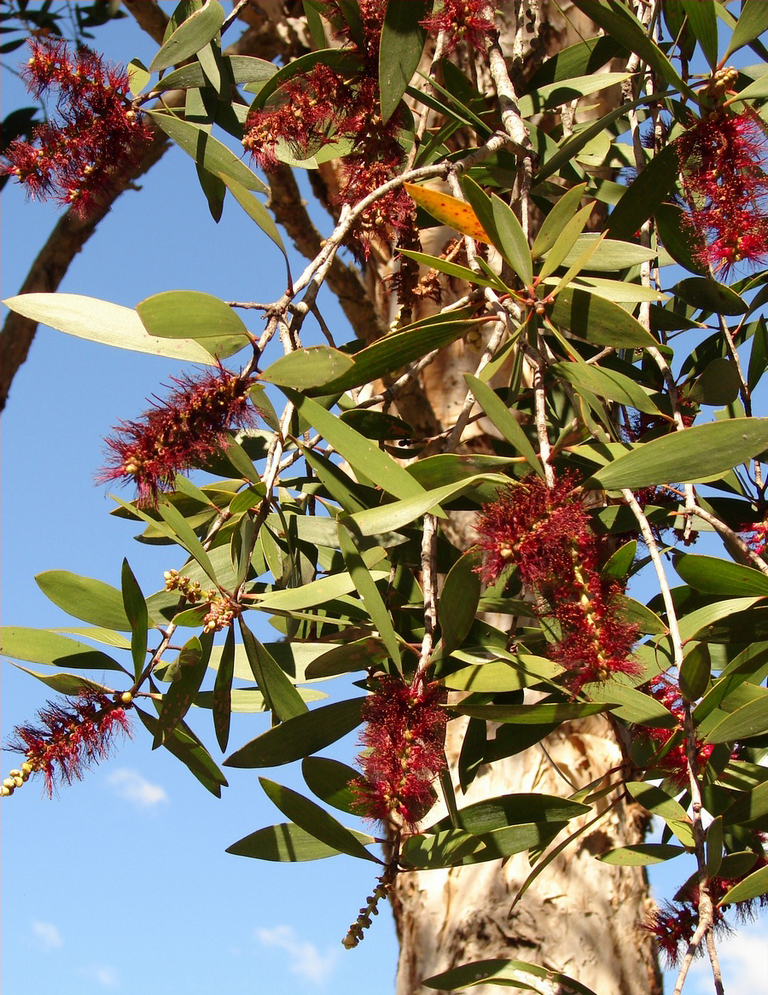
Red-flowered form in Brisbane Botanic Gardens
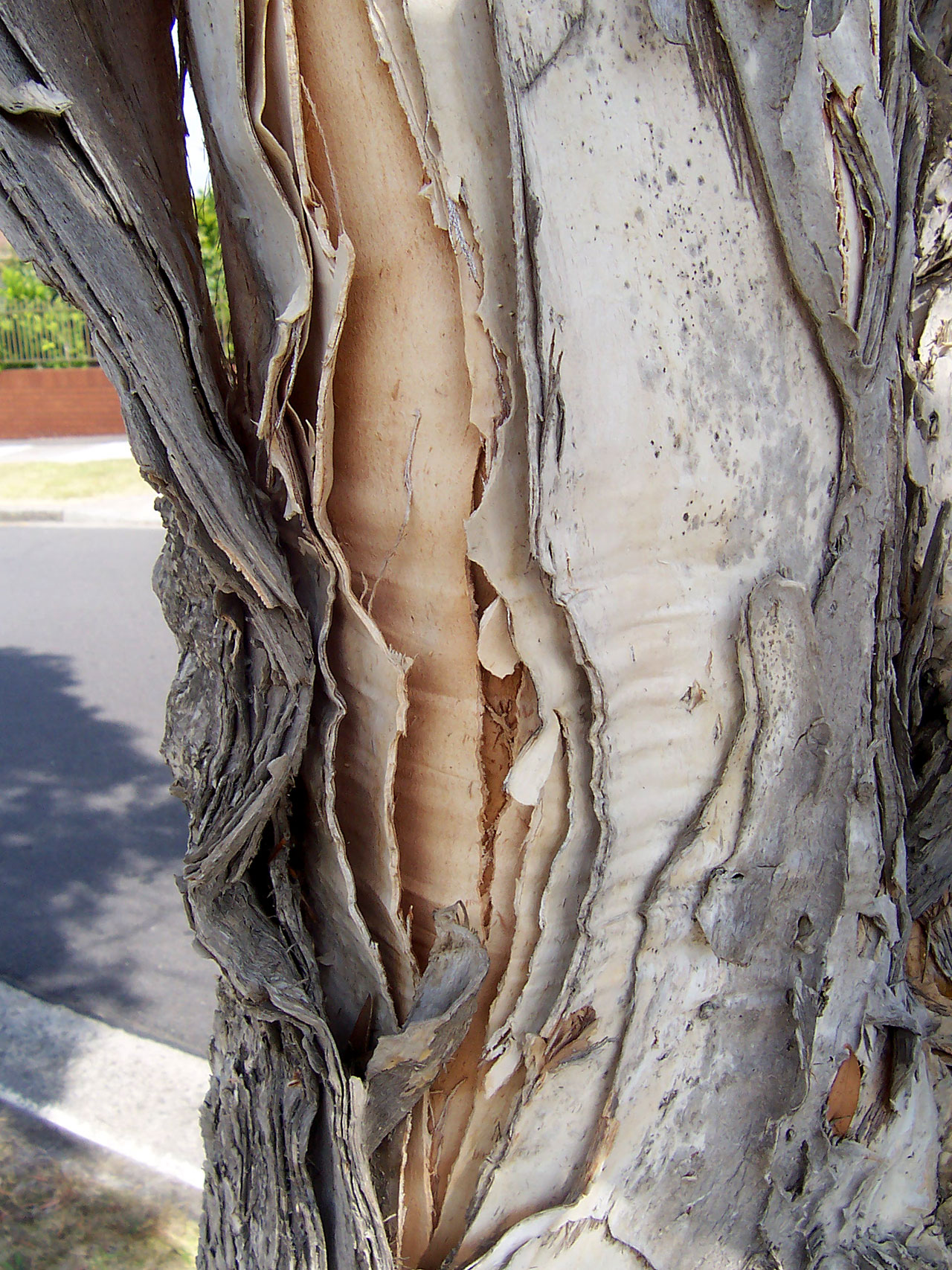
Bark
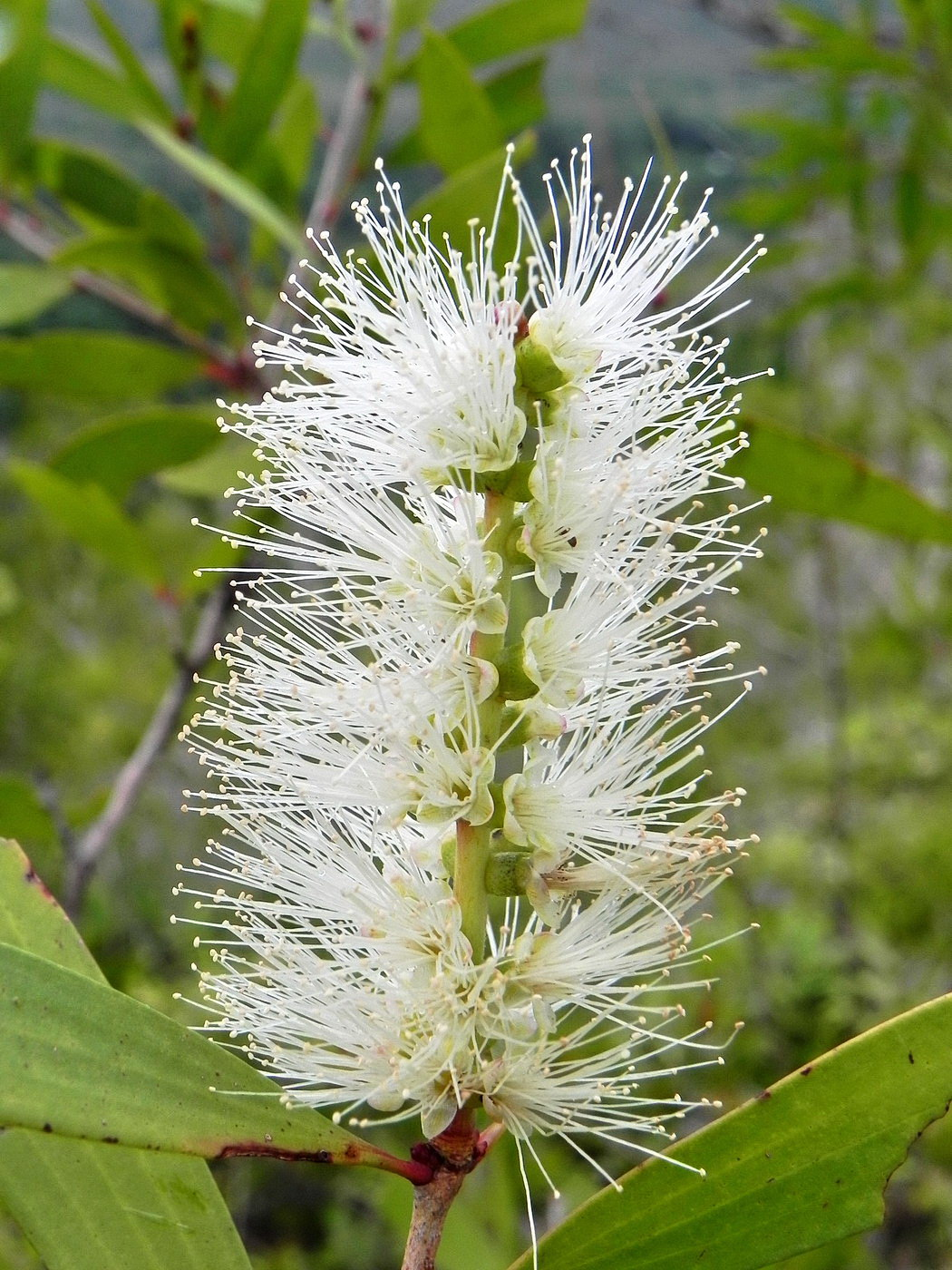
White form in New Caledonia